# Wierzbownica zwieszona
Wierzbownica zwieszona (Epilobium nutans F.W.Schmidt) – gatunek rośliny należący do rodziny wiesiołkowatych.

## Rozmieszczenie geograficzne
Występuje w górach Europy Środkowej: w Alpach, górach Półwyspu Bałkańskiego, Karpatach, Pirenejach, Masywie Centralnym, Wogezach. W Polsce dość często występuje w Sudetach, rzadziej w Karpatach. W Karpatach spotykany jest w Beskidzie Śląskim na Palenicy i bardzo rzadko w Beskidzie Żywieckim na stokach Pilska, Hali Cebulowej i w rezerwacie przyrody pod Rysianką. W latach 2003–2004 odkryto w Beskidzie Śląskim kilkanaście stanowisk na stokach Baraniej Góry, Magurki Radziechowskiej i w dolinie Olzy w miejscowości Istebna. Pojedyncze stanowiska podano także w Brennej-Podskalu, na Beskidku i na polanach pod Gromniczkiem, Ślepa Dobka i Walaszne.

## Morfologia
ŁodygaWzniesiona, pojedyncza i zazwyczaj nie rozgałęziająca się. Posiada 2-4 wyraźnie widoczne listewkowate, podłużne linie. Ma wysokość 5-20 cm i w górnej części jest przylegająco owłosiona. Charakterystyczną cechą taksonomiczną jest to, że szczyt łodygi podczas kwitnienia jest zwieszony. Roślina wytwarza nadziemne, wydłużone rozłogi z zielonymi, jajowatymi liśćmi.
LiścieŁodygowe są jajowate lub jajowato lancetowate, o tępej nasadzie i całobrzegie. Mają krótkie ogonki z uwydatnionym nerwem środkowym. Środkowe liście mają długość 8-16 mm i szerokość 4-5 mm.
KwiatyRóżowofioletowe o długości ok. 5 mm. Zalążnia słupka bez przewężenia, znamię pałeczkowate, niepodzielone.
OwocZazwyczaj przylegająco owłosiona (rzadko naga) torebka o długości 2,5-3 cm. Nasiona brodawkowane i zwężone na szczytach, z puchem kielichowym wyrastającym z wałeczkowatego rąbka na szczycie nasion.

## Biologia i ekologia
Bylina, hemikryptofit. Kwitnie od czerwca do sierpnia. Zazwyczaj rośnie na odsłoniętych, słonecznych miejscach, najczęściej na polankach, na glebach wilgotnych i lekko kwaśnych.  Gatunek charakterystyczny dla  Ass. Bryo-Philonotidetum seriatae i Ass. Caricetum nigrae.  
Tworzy mieszańce z wierzbownicą błotną (E. palustre), w. mokrzycową, (E. alsinifolium) i  w. drobnolistną (E. anagallidifolium).

## Zagrożenia i ochrona
Umieszczony na polskiej czerwonej liście w kategorii NT (bliski zagrożenia).
Głównym zagrożeniem dla gatunku jest niszczenie stanowisk oraz zmiana stosunków wodnych w wyniku działalności człowieka. Polany, na których występuje powinny zostać chronione jako użytek ekologiczny. Konieczny jest też monitoring. W Karpatach występuje na następujących obszarach chronionych: Park Krajobrazowy Beskidu Śląskiego, Żywiecki Park Krajobrazowy, rezerwat przyrody Barania Góra, rezerwat przyrody Pod Rysianką i użytek ekologiczny Hala Cebulowa.